# آلنا آلاداوا
آلنا واسیلونا آلاداوا (به بلاروسی: Алена Васілеўна Аладава) (زادهٔ ۲۲ مه ۱۹۰۷ - درگذشتهٔ ۲۹ مه ۱۹۸۶) مورخ هنر و متصدی موزهٔ اهل بلاروس بود که از سال ۱۹۴۴ تا ۱۹۷۷ در دورهٔ اتحاد جماهیر شوروی، مدیر موزهٔ هنرهای ملی بلاروس بود. آلاداوا مسئول بازسازی مجموعهٔ موزه در دورهٔ پس از جنگ جهانی دوم در بلاروس، ردیابی مجموعه‌های گم‌شده، به دست آوردن قطعات جدید و انجام سفرهای تحقیقاتی به مناطق مختلف کشور در جستجوی آثار موجود بود.  او در دانشگاه دولتی بلاروس تحصیلاتش را به پایان رساند و با میکالای آلادوف، مدیر کنسرواتوار بلاروس ازدواج کرد.
قبل از حملهٔ نازی‌ها به بلاروس در سال ۱۹۴۱، آلاداوا به عنوان رئیس بخش هنر روسیه و بلاروس در موزهٔ هنرهای ملی بلاروس در مینسک فعالیت می‌کرد. اما در طول تهاجم، تمامی ۲۷۷۱ اثر این موزه به سرقت رفتند. آلاداوا پس از حمله ابتدا به ساراتوف و سپس به مسکو مهاجرت کرد. او در آنجا یک نمایشگاه هنری با عنوان «بلاروس زنده است! بلاروس مبارزه می‌کند!» را برپا کرد.
پس از پایان جنگ جهانی دوم، آلاداوا بازسازی مجموعهٔ هنری ملی را رهبری کرد. او موفق به سازماندهی اولین فهرست آثار گالری شد که بر اساس خاطرات کارمندان تهیه شده بود. همچنین موفق به ردیابی و به دست آوردن دوباره آثار هنری غارت‌شده از مجموعهٔ بلاروس شد. در سال ۱۹۵۷، ساختمان جدیدی برای موزهٔ هنر، طراحی شده توسط میخائیل باکلانوف، رونمایی شد. او در طول مدتی که مدیر بود، تعدادی سفر تحقیقاتی را رهبری کرد، به ویژه در سال ۱۹۵۸ نماد باکرهٔ هدگتریای اسمولنسک را کشف کرد.
آلاداوا در سال ۱۹۷۷ بازنشسته شد و در سال ۱۹۸۶ درگذشت. به مناسبت صدمین سالگرد تولد آلاداوا، تصویر او بر روی سکه‌های ۱ و ۱۰ روبلی قرار گرفت. همچنین تصویر او بر روی یک تمبر یادبود کارت پستالی بلاروس نیز نقش بست.

## زندگی‌نامه
آلنا پوک در سال ۱۹۰۷ به دنیا آمد. او در دانشگاه دولتی بلاروس تحصیل کرد و در سال ۱۹۲۸ با میکالای آلادوف ازدواج کرد که مدیر کنسرواتوار بلاروس بود. آنها سه فرزند داشتند، راداسلاوا آلاداوا، موسیقی‌دان، والمن آلادوف، معمار، و گمیر.
قبل از حملهٔ نازی‌ها به بلاروس در سال ۱۹۴۱، آلاداوا در موزهٔ هنرهای ملی بلاروس در مینسک به عنوان رئیس بخش هنر روسیه و بلاروس کار می‌کرد. در طول تهاجم سال ۱۹۴۱، تمام ۲۷۷۱ اثر این مجموعه به سرقت رفت. برخی از آنها به عمد توسط هانس پوسه و کایتان مولمان برای مجموعه‌های آلمانی انتخاب شدند.
آلاداوا از مینسک به ساراتوف رفت و در آنجا برای موزهٔ رادیشچف کار می‌کرد. در ژانویهٔ ۱۹۴۴ او به مسکو نقل مکان کرد و در آنجا نمایشگاهی از هنر بلاروس تحت عنوان «بلاروس زنده است! بلاروس مبارزه می‌کند!» را برپا کرد. در نتیجه چندین اتاق در ساختمان اتحادیهٔ کارگری مینسک به آلاداوا اختصاص داده شد تا یک گالری ملی را از آن اداره کند، که در نهایت در سال ۱۹۴۷ افتتاح شد.
پس از پایان جنگ جهانی دوم، آلاداوا بازسازی مجموعهٔ هنری ملی را رهبری کرد. او در سال ۱۹۴۴ به عنوان مدیر منصوب شد و یکی از اولین وظایف او سازماندهی اولین فهرست آثار گالری بود که کاملاً بر اساس خاطرات کارمندان بود، زیرا لیست قبلی تهیه نشده بود. این موجودی به آلاداوا امکان داد تا آثار هنری غارت‌شده از مجموعهٔ بلاروس را که تا آن زمان برخی از آنها در مجموعه‌های خصوصی روسیه قرار داشتند، ردیابی کند و به دست آوردن مجدد آنها را سازماندهی کند. کار او همچنین شامل خرید آثار هنری از هنرمندانی مانند بوریس کوستودیف، واسیلی پولنوف، کارل بریولوف، و آیزاک لویتان بود.
در سال ۱۹۵۷، با تلاش آلاداوا، ساختمان جدیدی برای موزهٔ هنر، طراحی شده توسط میخائیل باکلانوف، رونمایی شد. او در طول مدتی که مدیر بود، تعدادی سفر تحقیقاتی را رهبری کرد، به ویژه در سال ۱۹۵۸ نماد باکرهٔ هدگتریای اسمولنسک را از دوبیانتز کشف کرد.
آلاداوا در سال ۱۹۷۷ بازنشسته شد. یوری کاراچون که رئیس بخش بلاروس شورای بین‌المللی موزه‌ها بود، جانشین او شد. آلاداوا او در سال ۱۹۸۶ درگذشت.

## میراث

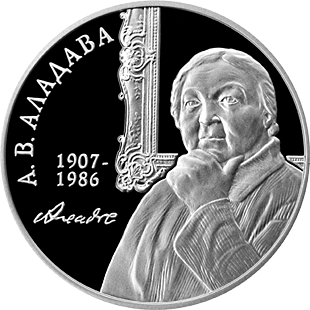
تصویر آلاداوا روی پشت سکهٔ یادبود روبل بلاروس

به مناسبت صدمین سالگرد تولد آلاداوا، بر روی سکه‌های ۱ و ۱۰ روبلی، تصویر نقش بسته‌شد. تصویر او بر روی یک تمبر یادبود کارت پستالی بلاروس نیز نقش بست.

## جوایز
- کارمند ارجمند هنر جمهوری شوروی سوسیالیستی بلاروس.